# Воронцов, Алексей Сергеевич
Алексей Сергеевич Воронцов (18 января 1986, Усть-Каменогорск, Казахская ССР) — казахстанский хоккеист, нападающий. В настоящее время является игроком казахстанского хоккейного клуба «Барыс», из столицы республики — города Астана, выступающего в КХЛ.
Воспитанник усть-каменогорского хоккея.
Бронзовый призёр Континентального Кубка 2008.
Серебряный призёр Универсиады-2013